# 포울에리크 회위에르
포울에리크 회위에르 라르센(덴마크어: Poul-Erik Høyer Larsen, 1965년 9월 20일~)은 덴마크의 배드민턴 선수이다. 1990년대 덴마크를 대표하는 배드민턴 선수로 1996년 하계 올림픽 남자 단식 종목에서 금메달을 획득했다. 그는 2016년 하계 올림픽에서 카롤리나 마린이 여자 단식 금메달을 획득하기 전 까지 유일한 유럽인, 비(非)아시아인 올림픽 배드민턴 금메달리스트이며 2020년 하계 올림픽에서 빅토르 악셀센이 금메달을 획득하기 전까지 유일한 유럽인 남자 단식 올림픽 금메달리스트이다.
2005년부터 덴마크 체육 연맹 올림픽 위원회 이사로 활동하고 있으며 유럽 배드민턴 연맹 회장을 거쳐 2013년부터 국제 배드민턴 연맹 회장을 맡고 있다.